# Bernie Gallacher
Bernard 'Bernie' Gallacher (Johnstone, 22 maart 1967 - 28 augustus 2011) was een Schots voetballer die als verdediger speelde. Gallacher speelde voor Aston Villa, Blackburn Rovers, Doncaster Rovers, Brighton & Hove Albion en Northampton Town.